# ホール・オブ・フェーム・オープン
ホール・オブ・フェーム・オープン（英: Hall of Fame Open）は、1976年からアメリカ・ロードアイランド州ニューポートにあるニューポート・カジノ・ローン・テニス・クラブにて開催されている男子プロテニスATPツアーのトーナメントである。
サーフェスは屋外グラスコート。1977年からATPツアーに組み込まれており、この年以降ウィンブルドン選手権の翌週である7月上旬から中旬にかけて開催される、グラスコートシーズン最後の大会として定着している大会である。また、同地には世界最大のテニス博物館である国際テニス殿堂が併設されており、大会期間中には、毎年1月に発表されるその年殿堂入りを果たした人物達の表彰式が執り行われている。
2020年大会より、全米オープンシリーズのひとつとして開催されている。

## ジンクス
この大会の特筆すべき点として、大会がATPツアーに組み込まれた1977年以降、シングルス部門において大会第1シードの優勝が一度も無いという、一種のジンクス（開催地のニューポート・カジノに因み、「Curse of the Casino＝カジノの呪い」「Curse of Top Seed＝トップシードの呪い」等と呼ばれている）が生まれている点が挙げられる。これはATPツアーの歴史においてこの大会の格が一貫して低く、ATPマスターズ1000やATP500シリーズの様にトップ選手の出場が義務付けられた大会では無いことや、大会の同週に男子国別対抗戦デビスカップのワールドグループ準々決勝等が行われるため、各国代表に選出された選手は必然的に当大会への出場が不可能になる点（2009年大会では当初第1シードで出場予定だったマーディ・フィッシュがこれを理由に直前で出場を取りやめている）、トップ選手を始めとする多くの選手が既に直後に控える全米ハードコートシーズンに備えて動き出すため、サーフェスの違うこの大会へのエントリを避ける傾向にある（事実大会参加時にシングルストップ10であった選手の参加は77年以降これまで一度も無く、第1シードが決勝に進出した例も1984年大会のティム・メイヨット、1995年大会のデビッド・ウィートン、2002年大会のジェームズ・ブレークの3例のみであった）事等が、シード選手とノーシード選手との実力差が少なく番狂わせを多く生むこの大会の特色の一因となっている。
2011年大会では第1シードのジョン・イスナーが優勝し、35年間続いたこのジンクスは破られている。

## 大会歴代優勝者

### シングルス
| 年   | 優勝                       | 準優勝                       | スコア                         |
| ---- | -------------------------- | ---------------------------- | ------------------------------ |
| 2024 | マルコス・ギロン           | アレックス・ミケルセン       | 6-7(4-7), 6-3, 7-5             |
| 2023 | アドリアン・マナリノ       | アレックス・ミケルセン       | 6-2, 6-4                       |
| 2022 | アレクサンダー・ブブリク   | マキシム・クレッシー         | 2-6, 6-3, 7-6(7-3)             |
| 2021 | ケビン・アンダーソン       | ジェンソン・ブルックスビー   | 7-6(10-8), 6-4                 |
| 2020 | 開催無し                   | 開催無し                     | 開催無し                       |
| 2019 | ジョン・イスナー           | アレクサンダー・ブブリク     | 7-6(7-2), 6-3                  |
| 2018 | スティーブ・ジョンソン     | ランクマ・ラマナサン         | 7-5, 3-6, 6-2                  |
| 2017 | ジョン・イスナー           | マシュー・エブデン           | 6-3, 7-6(7-4)                  |
| 2016 | イボ・カロビッチ           | ジル・ミュラー               | 6-7(2-7), 7-6(7-5), 7-6(14-12) |
| 2015 | ラジーブ・ラム             | イボ・カロビッチ             | 7-6(7-5), 5-7, 7-6(7-2)        |
| 2014 | レイトン・ヒューイット     | イボ・カロビッチ             | 6-3, 6-7(4-7), 7-6(7-3)        |
| 2013 | ニコラ・マユ               | レイトン・ヒューイット       | 5-7, 7-5, 6-3                  |
| 2012 | ジョン・イスナー           | レイトン・ヒューイット       | 7-6(7-1), 6-4                  |
| 2011 | ジョン・イスナー           | オリビエ・ロクス             | 6-3, 7-6(8-6)                  |
| 2010 | マーディ・フィッシュ       | オリビエ・ロクス             | 5-7, 6-3, 6-4                  |
| 2009 | ラジーブ・ラム             | サム・クエリー               | 6-7(3-7), 7-5, 6-3             |
| 2008 | ファブリス・サントロ       | プラカシュ・アムリトラジ     | 6-3, 7-5                       |
| 2007 | ファブリス・サントロ       | ニコラ・マユ                 | 6-4, 6-4                       |
| 2006 | マーク・フィリプーシス     | ジャスティン・ギメルストブ   | 6-3, 7-5                       |
| 2005 | グレグ・ルーゼドスキー     | ヴィンセント・スペーディア   | 7-6(7-3), 2-6, 6-4             |
| 2004 | グレグ・ルーゼドスキー     | アレクサンダー・ポップ       | 7-6(7-5), 7-6(7-2)             |
| 2003 | ロビー・ジネプリ           | ユルゲン・メルツァー         | 6-4, 6-7(3-7), 6-1             |
| 2002 | テイラー・デント           | ジェームズ・ブレーク         | 6-1, 4-6, 6-4                  |
| 2001 | ネヴィル・ゴドウィン       | マーティン・リー             | 6-1, 6-4                       |
| 2000 | ペーター・ベッセルス       | イェンス・クニプシルト       | 7-6(7-3), 6-3                  |
| 1999 | クリス・ウッドルフ         | ケネス・カールセン           | 6-7(5-7), 6-4, 6-4             |
| 1998 | リーンダー・パエス         | ネヴィル・ゴドウィン         | 6-3, 6-2                       |
| 1997 | サルギス・サルグシアン     | ブレット・スティーブン       | 7-6(7-0), 4-6, 7-5             |
| 1996 | ニコラス・ペレイラ         | グラント・スタッフォード     | 4-6, 6-4, 6-4                  |
| 1995 | ダヴィド・プリノジル       | デビッド・ウィートン         | 7-6(7-3), 5-7, 6-2             |
| 1994 | デビッド・ウィートン       | トッド・ウッドブリッジ       | 6-4, 3-6, 7–6(7-5)             |
| 1993 | グレグ・ルーゼドスキー     | ハビエル・フラナ             | 7-5, 6-7(7-9), 7-6(7-5)        |
| 1992 | ブライアン・シェルトン     | アレックス・アントニッチ     | 6-4, 6-4                       |
| 1991 | ブライアン・シェルトン     | ハビエル・フラナ             | 3-6, 6-4, 6-4                  |
| 1990 | ピーター・アルドリッチ     | ダレン・ケーヒル             | 7-6, 1-6, 6-1                  |
| 1989 | ジム・ピュー               | ピーター・ルンドグレン       | 6-4, 4-6, 6-2                  |
| 1988 | ウォリー・マズア           | ブラッド・ドレウェット       | 6-2, 6-1                       |
| 1987 | ダン・ゴールディ           | サミー・ジアマルバ・ジュニア | 6-7, 6-4, 6-4                  |
| 1986 | ビル・スキャンロン         | ティム・ウィルキソン         | 7-5, 6-4                       |
| 1985 | トム・ガリクソン           | ジョン・サドリ               | 6-3, 7-5                       |
| 1984 | ビジャイ・アムリトラジ     | ティム・メイヨット           | 3-6, 6-4, 6-4                  |
| 1983 | ジョン・フィッツジェラルド | スコット・デイヴィス         | 2-6, 6-1, 6-3                  |
| 1982 | ハンク・フィスター         | マイク・エステップ           | 6-1, 7-5                       |
| 1981 | ヨハン・クリーク           | ハンク・フィスター           | 3-6, 6-3, 7-5                  |
| 1980 | ビジャイ・アムリトラジ     | アンドリュー・パティソン     | 6-1, 5-7, 6-3                  |
| 1979 | ブライアン・ティーチャー   | スタン・スミス               | 1-6, 6-3, 6-4                  |
| 1978 | バーナード・ミルトン       | ジョン・ジェームズ           | 6-1, 3-6, 7-6                  |
| 1977 | ティム・ガリクソン         | ハンク・フィスター           | 6-4, 6-4, 5-7, 6-2             |
| 1976 | ビジャイ・アムリトラジ     | ブライアン・ティーチャー     | 6-3, 4-6, 6-3, 6-1             |

### ダブルス
| 年   | 優勝                                                | 準優勝                                                | スコア                     |
| ---- | --------------------------------------------------- | ----------------------------------------------------- | -------------------------- |
| 2019 | マルセル・グラノリェルス セルジー・スタホフスキー   | マルセロ・アレバロ ミゲル・アンヘル・レイエス＝バレラ | 6-7(10-12), 6-4, [13-11]   |
| 2018 | ジョナサン・エルリック アルテル・シタク             | マルセロ・アレバロ ミゲル・アンゼル・レイエス・バレラ | 6-1, 6-2                   |
| 2017 | アイサム＝ウル＝ハク・クレシ ラジーブ・ラム         | マット・レイド ジョン＝パトリック・スミス             | 6-4, 4-6, [10-7]           |
| 2016 | サム・グロス クリス・グッチョーネ                   | ジョナサン・マレー アディル・シャマスディン           | 6-4, 6-3                   |
| 2015 | ジョナサン・マレー アイサム＝ウル＝ハク・クレシ     | ニコラス・モンロー マテ・パビッチ                     | 4-6, 6-3, [10-8]           |
| 2014 | クリス・グッチョーネ レイトン・ヒューイット         | ジョナサン・エルリック ラジーブ・ラム                 | 7-5, 6-4                   |
| 2013 | ニコラ・マユ エドゥアール・ロジェ＝バセラン         | ティム・スミチェク ライン・ウィリアムズ               | 6-7(4-7), 6-2, [10-5]      |
| 2012 | サンティアゴ・ゴンサレス スコット・リプスキー       | コリン・フレミング ロス・ハッチンス                   | 7-6(7-3), 6-3              |
| 2011 | マシュー・エブデン ライアン・ハリソン               | ヨハン・ブルンストロム アディル・シャマスディン       | 4-6, 6-3, [10-5]           |
| 2010 | カーステン・ボール クリス・グッチョーネ             | サンティアゴ・ゴンザレス トラヴィス・レッテンマイヤー | 6-3, 6-4                   |
| 2009 | ジョーダン・カー ラジーブ・ラム                     | ミハエル・コールマン ロヒール・ワッセン               | 6-7(6-8), 7-6(9-7), [10-6] |
| 2008 | マーディ・フィッシュ ジョン・イスナー               | ロハン・ボパンナ アイサム=ウル=ハク・クレシ           | 6-4, 7-6(7-1)              |
| 2007 | ジョーダン・カー ジム・トーマス                     | ネイサン・ヒーリー イゴール・クニツィン               | 6-3, 7-5                   |
| 2006 | ロバート・ケンドリック ユルゲン・メルツァー         | ジェフ・クッツェー ジャスティン・ギメルストブ         | 7-6(7-3), 6-0              |
| 2005 | ジョーダン・カー ジム・トーマス                     | グレイドン・オリバー トラビス・パロット               | 7-6(7-5), 7-6(7-5)         |
| 2004 | ジョーダン・カー ジム・トーマス                     | グレゴリー・カラズ ニコラ・マユ                       | 6-3, 6-7(5-7), 6-3         |
| 2003 | ジョーダン・カー デビッド・マクファーソン           | ユリアン・ノール ユルゲン・メルツァー                 | 7-6(7-4), 6-3              |
| 2002 | ボブ・ブライアン マイク・ブライアン                 | ユルゲン・メルツァー アレクサンダー・ポップ           | 7-5, 6-3                   |
| 2001 | ボブ・ブライアン マイク・ブライアン                 | アンドレ・サ グレン・ワイナー                         | 6-3, 7-5                   |
| 2000 | ジョナサン・エルリック ハレル・レビ                 | カイル・スペンサー ミッチ・スプレンゲルマイヤー       | 7-6(7-2), 7-5              |
| 1999 | ウェイン・アーサーズ リーンダー・パエス             | サルギス・サルグシアン クリス・ウッドルフ             | 6-7, 7-6, 6-3              |
| 1998 | ダグ・フラック サンドン・ストール                   | スコット・ドレーパー ジェイソン・ストルテンバーグ     | 6-2, 4-6, 7-6              |
| 1997 | ジャスティン・ギメルストブ ブレット・スティーブン   | ケント・キニア アレクサンダー・キティノフ             | 6-3, 6-4                   |
| 1996 | マリウス・バーナード ピート・ノーバル               | ポール・キルデリー マイケル・テビット                 | 6-7, 6-4, 6-4              |
| 1995 | イェルン・レンゼンブリンク マルクス・ゾイケ         | ポール・キルデリー ヌーノ・マルケス                   | 6-1, 6-2                   |
| 1994 | アレックス・アントニッチ グレッグ・ルゼドスキー     | ケント・キニア デイビッド・ウィートン                 | 6-4, 3-6, 6-4              |
| 1993 | ハビエル・フラナ クリスト・ヴァン・レンズバーグ     | バイロン・ブラック ジム・ピュー                       | 4-6, 6-1, 7-6              |
| 1992 | ロイス・デップ ダヴィッド・リクル                   | ポール・アナコーン デイビッド・ウィートン             | 6-4, 6-4                   |
| 1991 | ジャンルカ・ポッツィ ブレット・スティーブン         | ハビエル・フラナ ブルース・スティール                 | 6-4, 6-4                   |
| 1990 | ダレン・ケーヒル マーク・クラッツマン               | トッド・ネルソン ブライアン・シェルトン               | 7-6, 6-2                   |
| 1989 | パトリック・ガルブレイス ブライアン・ギャロウ       | ネイル・ブロード ステファン・クルーガー               | 2-6, 7-5, 6-3              |
| 1988 | ケリー・ジョーンズ ピーター・ルンドグレン           | スコット・デイヴィス ダン・ゴールディ                 | 6-3, 7-6                   |
| 1987 | ダン・ゴールディ ラリー・スコット                   | チップ・フーパー マイク・リーチ                       | 1-6, 6-3, 7-5              |
| 1986 | ビジャイ・アムリトラジ ティム・ウィルキソン         | エディ・エドワーズ フランシスコ・ゴンザレス           | 4-6, 7-5, 7-6              |
| 1985 | ピーター・ドゥーハン サミー・ジアマルバ・ジュニア   | ポール・アナコーン クリスト・ヴァン・レンズバーグ     | 6-1, 6-3                   |
| 1984 | デイビッド・グラハム ローリー・ワーダー             | ケン・フラック ロバート・セグソ                       | 6-4, 7-6                   |
| 1983 | ビジャイ・アムリトラジ ジョン・フィッツジェラルド   | ティム・ガリクソン トム・ガリクソン                   | 6-3, 6-4                   |
| 1982 | アンディ・アンドリューズ ジョン・サドリ             | シド・ボール ロッド・フローリー                       | 3-6, 7-6, 7-5              |
| 1981 | ブラッド・ドレウェット エリック・ヴァン・ディレン   | ケビン・カレン ビリー・マーティン                     | 6-2, 6-4                   |
| 1980 | アンドリュー・パティソン ブッチ・ウォルツ           | フリッツ・ビューニング ピーター・レナート             | 7-6, 6-4                   |
| 1979 | ボブ・ルッツ スタン・スミス                         | ジョン・ジェームズ クリス・カチェル                   | 6-4, 7-6                   |
| 1978 | ティム・ガリクソン トム・ガリクソン                 | コリン・ディブレイ ボブ・ギルティナン                 | 6-4, 6-4                   |
| 1977 | イスマイル・エル・シャフェイ ブライアン・フェアリー | ティム・ガリクソン トム・ガリクソン                   | 6-7, 6-3, 7-6              |